# Матапосуелос
Матапосуелос (ісп. Matapozuelos) — муніципалітет в Іспанії, у складі автономної спільноти Кастилія-і-Леон, у провінції Вальядолід. Населення — 1053 особи (2010).
Муніципалітет розташований на відстані близько 140 км на північний захід від Мадрида, 26 км на південь від Вальядоліда.

## Демографія
Динаміка населення (INE ):

## Галерея зображень

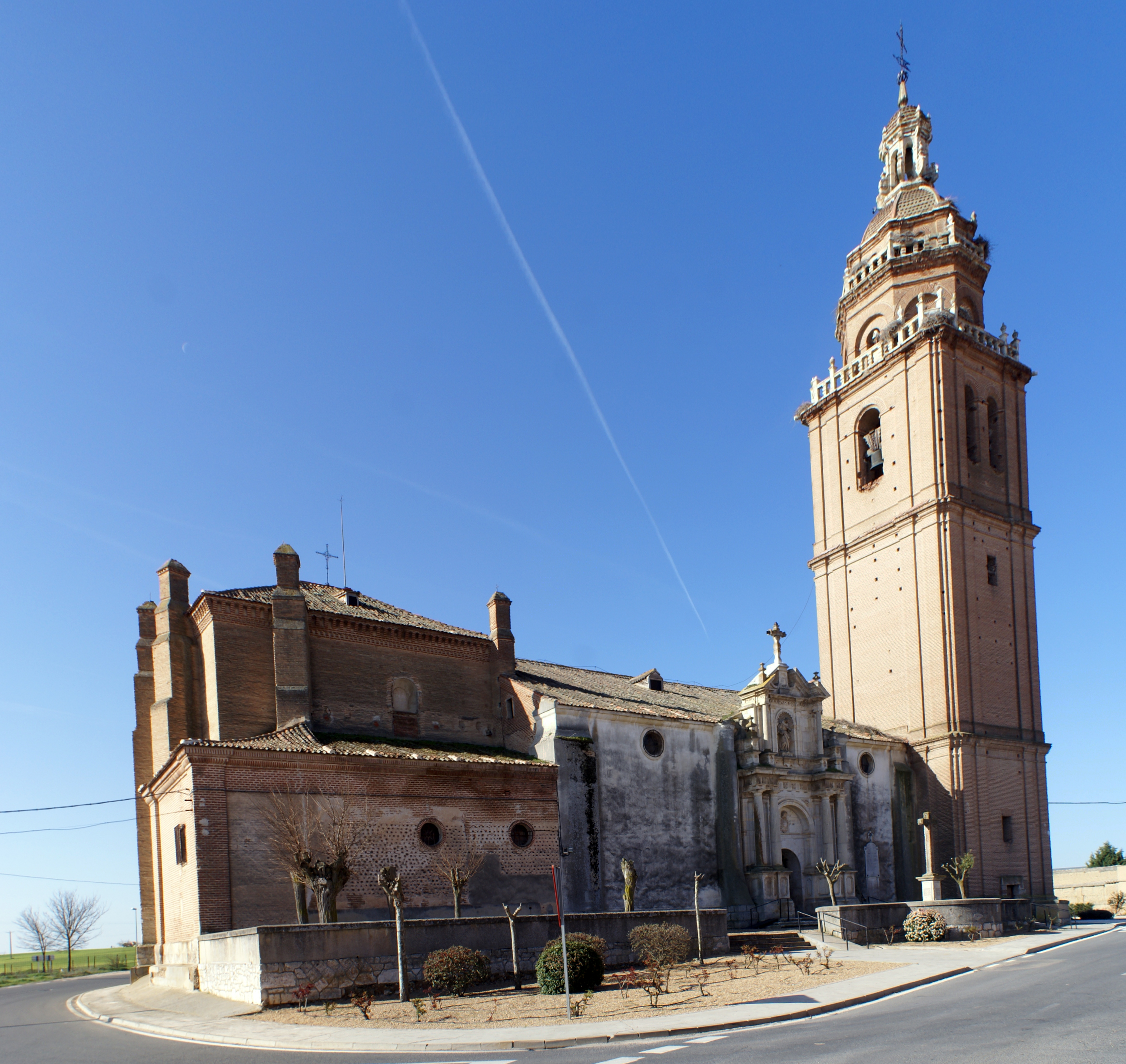
Церква Санта-Марія-Магдалена